# Toute la ville danse (film, 1938)
Pour plus de détails, voir Fiche technique et Distribution.
Toute la ville danse (The Great Waltz) est un film réalisé par Julien Duvivier en 1938.

## Synopsis
En 1844, à Vienne, le jeune Johann Strauss compose des valses et, grâce à la chanteuse Carla Donner, il est vite célèbre. Strauss épouse Poldi et paraît avoir trouvé le bonheur. Mais la reconnaissance qu'il a vouée à Carla Donner se change bientôt en un sentiment plus tendre.

## Fiche technique
- Réalisation : Julien Duvivier
- Coréalisateurs : Victor Fleming et Josef von Sternberg (non crédités au générique)
- Scénaristes : Gottfried Reinhardt (d'après son histoire), Samuel Hoffenstein, Walter Reisch et Vicki Baum (contribution, non créditée au générique)
- Assistant réalisateur : Richard Rosson et Reginald Le Borg
- Photographie : Joseph Ruttenberg
- Musique : Johann Strauss II - Arrangements : Dimitri Tiomkin
- Directeur musical : Artur Guttmann
- Montage : Tom Held
- Direction artistique : Cedric Gibbons, Paul Groesse, Edwin B. Willis
- Costumes : Adrian
- Producteur : Bernard H. Hyman (non crédité au générique) pour M.G.M.
- Durée : 104 minutes
- Format : Noir et Blanc
- Pays de production:  États-Unis
- Genre : Biopic, drame, film musical et romance
- Année : 1938
- Date de sortie :
  - États-Unis : 4 novembre 1938

## Distribution
- Luise Rainer : Poldi Vogelhuber
- Fernand Gravey : Johann 'Schani' Strauss II
- Miliza Korjus : Carla Donner
- Hugh Herbert : Julius Hofbauer, éditeur de musique
- Lionel Atwill : Comte Anton 'Tony' Hohenfried
- Curt Bois : Kienzl
- Leonid Kinskey : Dudelman
- Al Shean : Le violoncelliste
- Minna Gombell : Mme Hofbauer
- George Houston : Fritz Schiller
- Bert Roach : Vogelhuber
- Greta Meyer : Mme Vogelhuber
- Herman Bing : Otto Dommayer
- Alma Kruger : Mme Strauss
- Henry Hull : Empereur François-Joseph
- Sig Rumann : Wertheimer, le banquier
- Christian Rub : Le cocher

Acteurs non crédités
- Walter Sande : Un révolutionnaire
- Larry Steers : Un officier
- Roland Varno : Une ordonnance